# ティノ・リヴラメント
ヴァレンティノ・フランシスコ・"ティノ"・リヴラメント（Valentino Francisco "Tino" Livramento）は、イングランド・クロイドン出身のサッカー選手。プレミアリーグ・ニューカッスル・ユナイテッド所属。イングランド代表。ポジションはDF（RB）、MF（RWB)。

## クラブ経歴

### チェルシー
2009年、地元クラブのラウンドショーからU-9チェルシーに加入。
2020-21シーズン、チェルシー・アカデミー年間最優秀選手に選ばれた。同シーズン終盤にはトップチームのベンチ入りを果たしている。

### サウサンプトン
2021年8月、サウサンプトンFCと5年契約を締結。8月14日、エヴァートンFC戦でプレミアリーグ・デビュー。

### ニューカッスル・ユナイテッド
2023年8月、ニューカッスル・ユナイテッドFCと5年契約を締結。BBCによると、移籍金は最大4000万ポンドとみられている。

## 代表経歴
年代別イングランド代表として、各年代でプレーした。U-17イングランド代表ではキャプテンを務めた。
2024年8月、UEFAネーションズリーグ（UNL）に臨むイングランド代表に初選出。

## タイトル

### クラブ
ニューカッスル・ユナイテッド
- EFLカップ: 2024-25